# Huimin
Huimin (chinesisch 惠民县, Pinyin Huìmín Xiàn) ist ein Kreis in der ostchinesischen Provinz Shandong. Er gehört zum Verwaltungsgebiet der bezirksfreien Stadt Binzhou. Huimin hat eine Fläche von 1.363 km² und zählt 602.491 Einwohner (Stand: Zensus 2010). Sein Hauptort ist die Großgemeinde Sunwu (孙武镇).
Die Residenz der Familie Wei (Wei shi zhuangyuan 魏氏庄园) steht seit 1996 auf der Liste der Denkmäler der Volksrepublik China (4-173).